# 蕭樹藩
蕭樹蕃，贵州遵義人，清政治人物、進士出身。
同治十年（1871年）辛未科進士，三甲一百六十五名，后官禮部主事。